# Motzen
Motzen è una frazione della città tedesca di Mittenwalde, nel Land del Brandeburgo.

## Storia
Nel 2003 il comune di Motzen venne soppresso e aggregato alla città di Mittenwalde.